# Абу Закария Яхья IV ибн Масуд
Яхья IV (или Абу Закария Яхья IV ибн Масуд, ум. 1494) — двадцать четвёртый правитель государства Хафсидов в Ифрикии в 1490-1494 годах, двадцать третий халиф Хафсидов.

## Биография
Абу Закарийя Яхья IV был сыном халифа Абу Закарии Яхья III. Когда его отец был свергнут и убит своим двоюродным братом Абд аль-Мумином ибн Ибрахимом, принц Яхья собрал сторонников свергнутого халифа и в ходе нового переворота низложил и убил своего дядю. Новый халиф был молод, энергичен и способен навести порядок в стране, смог контролировать ситуацию внутри государства и установить внешние отношения с Неаполитанским королевством, чей посол даже был в Тунисе. Однако в 1494 году умер от чумы. Ему наследовал его двоюродный брат Абу Абдалла Мухаммад V.